# Panayóta Kozombóli-Amanatídi
Panayóta Kozombóli-Amanatídi (en grec Παναγιώτα Κοζομπόλη-Αμανατίδη), née en 1958 à Kámbos, est une femme politique grecque.

## Biographie
Aux élections législatives grecques de janvier 2015, elle est élue députée au Parlement grec sur la liste de la SYRIZA dans la circonscription de la Messénie.